# Jay Rosehill
Jay Rosehill, född 16 juli 1985, är en kanadensisk professionell ishockeyspelare som spelar för Philadelphia Flyers i NHL. Han har tidigare representerat Toronto Maple Leafs.
Han draftades i sjunde rundan i 2003 års draft av Tampa Bay Lightning som 227:e spelare totalt.